# Acer Iconia Smart
Acer Iconia Smart — смартфон на базе свободной платформы Android от компании Acer с диагональю дисплея 4,8 дюймов.

## Дизайн
Корпус смартфона цельнометаллический. Пластик используется сзади — снизу (где находится место для sim-карты, аккумулятора и карты памяти) и сверху. Клавиши также выполнены из пластика. На задней стороне аппарата находится логотип компании. Покрытие экрана — стекло Gorilla Glass.
Отличительной особенностью аппарата, которая значительно выделяет его среди других подобных, является соотношение сторон его экрана — 21:9. Разрешение экрана нестандартное — 1024x480 пикселей. Аппарат весит 185 граммов.

## Программное обеспечение
В Acer Iconia Smart по умолчанию установлена операционная система Android 2.3 (кодовое имя «Gingerbread» (Имбирный пряник)).

## Интерфейс
Используется стандартный интерфейс ОС Android 2.3 с оболочкой Acer UI, в которой присутствует расширенный набор инструментов для кастомизации, а также фирменные виджеты и приложения от Acer.

## Цена
На март 2012 в России цена Acer Iconia Smart колеблется от 13000 до 20000 рублей.

### Обзоры
- Обзор от Exler.ru
- Mobile-review — Первый взгляд на Acer Iconia Smart
- Acer Iconia Smart. Самый длинный  (недоступная ссылка с 14-05-2013 [4431 день] — история)